# Wii
Pour les articles ayant des titres homophones, voir Ouïe, Ouï et Oui.
Ne doit pas être confondu avec Wii U.
La Wii (ウィー, Wī) est une console de jeux de salon produite par le fabricant japonais Nintendo entre 2006 et 2013. Elle fait partie de la septième génération de consoles, tout comme la Xbox 360 de Microsoft et la PlayStation 3 de Sony.
Elle a comme particularité d'utiliser un accéléromètre capable de détecter la position, l'orientation et les mouvements dans l'espace de sa manette, la télécommande Wii. La première version de la console propose également une rétrocompatiblité avec les jeux GameCube.
La Wii a marqué un tournant dans l'histoire du jeu vidéo en ouvrant ce loisir à un public plus large, ciblant ainsi l'ensemble de la société, ce qui explique en partie son succès. La console de salon s'est écoulée à 101,63 millions d'exemplaires, ce qui en fait la console la plus vendue de sa génération.

## Histoire
Le développement de la console commence fin 2001 juste après la sortie de la GameCube. À cette époque Nintendo pense que plusieurs consoles puissantes ne peuvent cohabiter sur le marché, c'est pourquoi l'idée d'une nouvelle interface de jeu apparaît. En effet, d'après une interview du concepteur de jeu Nintendo, Shigeru Miyamoto, le concept privilégie une nouvelle forme d'interaction des joueurs. « Le consensus était que la puissance ne constitue pas tout pour une console. Un trop grand nombre de consoles puissantes ne peuvent coexister. C'est comme s'il n'y avait que des dinosaures féroces. Ils pourraient se battre et précipiter leur propre extinction »,.
Deux ans après, les ingénieurs et les designers se réunissent pour développer davantage le concept. L'idée du détecteur de mouvements est proposée par l'entreprise franco-italienne STMicroelectronics début 2005. Nintendo remarque tout de suite le potentiel du capteur de mouvements et les deux sociétés commencent à travailler ensemble à partir de mars 2005. Le contrôleur prend donc forme en 2005 mais, la même année, une présentation publique à l'Electronic Entertainment Expo (E3) est annulée. Miyamoto déclara à cette occasion : « Nous avions quelques dysfonctionnements à corriger. Donc nous avons décidé de ne pas dévoiler le contrôleur et, à la place, nous avons seulement présenté la console »,. C'est ainsi que le design de la console ainsi que certaines de ses caractéristiques, comme la Console virtuelle, sont dévoilés lors de la conférence Nintendo précédant cet E3. Par la suite, le président de Nintendo, Satoru Iwata, dévoile et fait une démonstration de la télécommande Wii au Tokyo Game Show de septembre. Le 23 mars 2006 à Tokyo, lors de la Game Developers Conference, Nintendo annonce un partenariat avec Sega et Hudson Soft pour le téléchargement de jeux de la Console virtuelle.
La Nintendo DS semble avoir influé sur le design de la Wii. Le designer Ken'ichiro Ashida fait remarquer : « Nous avions la DS dans notre esprit lorsque nous travaillions sur la Wii. Nous pensions copier l'interface de l'écran tactile de la DS et même créer un prototype. ». L'idée est finalement rejetée pour ne pas créer deux consoles de jeu identiques. Miyamoto indique également que « […] si la DS avait été un échec, nous aurions pu avoir à recommencer la Wii depuis le début. »,.

### Nom
Depuis la conférence de presse précédant l'E3 2004, la console est présentée sous le nom de « Revolution ». Elle était jusqu'alors évoquée sous les noms de « GCNext » et « N5 » (« N5 » signifiant cinquième génération de consoles Nintendo).
Elle garde le nom de code « Revolution » jusqu'au 27 avril 2006, juste avant l'E3, et prend, à cette date, son nom définitif : Wii. Le Nintendo Style Guide fait référence à la console en la nommant « simplement Wii, pas Nintendo Wii », ce qui fait d'elle la première console de salon Nintendo vendue en dehors du Japon sans le nom de la compagnie dans l'appellation du produit. Bien que le terme « Wiis » soit couramment employé comme pluriel, Nintendo a établi que la forme officielle au pluriel était « systèmes Wii » ou « consoles Wii ». L'orthographe du mot « Wii », avec deux « i » en bas-de-casse, est destinée à évoquer le rassemblement de deux personnes se tenant côte à côte, à représenter deux joueurs ensemble ainsi qu'à symboliser la télécommande Wii et le Nunchuck. Wii se prononce dans la plupart des pays « oui » ou « we » (« nous », en anglais) et indique que la console s'adresse à un public très large. La compagnie a donné beaucoup de raisons pour justifier le choix de ce nom depuis son annonce. La plus célèbre est :

« « Wii » sonne comme we (« nous » en anglais), ce qui insiste sur le fait que la console est destinée à tout le monde. « Wii » peut facilement être retenu par les gens du monde entier, quelle que soit leur langue. Pas de confusion. Pas besoin d'abréviation. Juste « Wii »,. »

Malgré le fait que Nintendo en ait justifié le nom, plusieurs développeurs de jeu vidéo et membres de la presse réagissent négativement au changement. Ils préfèrent « Revolution » plutôt que « Wii ». La BBC fait état, le lendemain de l'annonce de l'appellation de la console, qu'une « longue liste de blagues puériles, basées sur le nom » est apparue sur Internet. Le président de Nintendo of America, Reginald Fils-Aimé, reconnaît la réaction initiale et explique davantage le changement :

« Le nom « Revolution » n'est pas idéal ; c'est long, et dans certaines cultures, difficile à prononcer. Nous voulions donc quelque chose qui était court, facile à prononcer et distinctif. Voici comment le nom « Wii » est né,. »

### Lancement
| Région                       | Prix à la sortie | Date de sortie   | Contenu du pack                                |
| ---------------------------- | ---------------- | ---------------- | ---------------------------------------------- |
| États-Unis                   | 249,99 US$       | 19 novembre 2006 | Console, Télécommande Wii, Nunchuk, Wii Sports |
| Canada                       | 279,99 CA$       | 19 novembre 2006 | Console, Télécommande Wii, Nunchuk, Wii Sports |
| Japon                        | 25 000 ¥         | 2 décembre 2006  | Console, Télécommande Wii, Nunchuk             |
| Australie                    | 399,95 AU$       | 7 décembre 2006  | Console, Télécommande Wii, Nunchuk, Wii Sports |
| Suisse                       | 399 CHF          | 7 décembre 2006  | Console, Télécommande Wii, Nunchuk, Wii Sports |
| Royaume-Uni                  | 179 £            | 8 décembre 2006  | Console, Télécommande Wii, Nunchuk, Wii Sports |
| Europe(hors R.-U. et Suisse) | 249 €            | 8 décembre 2006  | Console, Télécommande Wii, Nunchuk, Wii Sports |
| Corée du Sud                 | 220 000 ₩        | 26 avril 2008    | Console, Télécommande Wii, Nunchuk             |

La console est officiellement annoncée le 11 mai 2004 par Satoru Iwata lors de la conférence de presse précédant l'E3. La version définitive de la Wii ainsi que certains jeux sont dévoilés le 9 mai 2006 pendant la conférence Nintendo pré E3 2006.
Les 14 et 15 septembre 2006, on apprend par le biais de trois conférences données au Japon, aux États-Unis et au Royaume-Uni davantage d'informations sur le lancement de la console en Amérique du Nord et du Sud, en Australasie (Océanie), en Asie et en Europe, comme les dates de sortie définitives, les tarifs et l'estimation du nombre de consoles commercialisées. En dehors du Japon, la console sera vendue en paquetage promotionnel avec le jeu Wii Sports. Il est annoncé que la majorité des consoles produites en 2006 sera destinée au continent américain, et que 33 titres seront disponibles durant le créneau de lancement 2006,, en dépit de l'estimation faite à 60 USD pour beaucoup de jeux de cette génération. La Wii est lancée aux États-Unis et au Canada le 19 novembre 2006 aux prix respectifs de 249,99 $ et de 279,95 CAD et deux semaines plus tard au Japon, le 2 décembre 2006, pour 25 000 JPY. Le 8 décembre 2006, elle sort au Royaume-Uni au tarif de £ 179 et dans le reste de l'Europe au prix de 249 €. Le Royaume-Uni doit cependant faire face à une importante pénurie de consoles puisque beaucoup de petits commerces et de magasins sur Internet sont incapables de satisfaire toutes les pré-commandes lors de sa sortie. Plus d'un an après sa sortie, la Wii est encore en rupture de stock dans de nombreux pays, que ce soit en magasins ou sur Internet (ce qui, en Amérique majoritairement, permit aux vendeurs d'occasion d'augmenter considérablement le prix de la console dépassant parfois les 300 euros), c'est notamment le cas lors des fêtes de fin d'année 2007 où la console se retrouve une nouvelle fois en rupture de stock en Europe et particulièrement en France.
Le 26 décembre 2006, Nintendo annonce que la console serait lancée en Corée du Sud d'ici la fin de l'année 2007. Finalement, le 28 octobre 2007, Satoru Iwata annonce que la sortie est reportée, il fait part a un éventuel lancement de la Wii en Chine, en raison de forte demande pour la console Wii.[réf. nécessaire] La console est finalement lancée en Corée du Sud le 26 avril 2008 au prix de 220,000 ₩. Au modèle des consoles du marché japonais, celle-ci est vendue sans Wii Sports. La console est également lancée à Taïwan le 12 juillet 2008.

### Ventes
Ventes totales des consoles de salon de septième génération (en millions d’unités vendues) :
| Année | X360  | PS3   | Wii   |
| ----- | ----- | ----- | ----- |
| 2006  | 8,39  |       | 3,19  |
| 2007  | 17,70 |       | 20,13 |
| 2008  | 28,73 | 18,82 | 44,96 |
| 2009  | 39,0  | 31,21 | 67,45 |
| 2010  | 51,2  | 47,9  | 84,64 |
| 2011  | 64,9  | 61,4  | 94,86 |
| 2012  | 73,02 | 72,49 | 95,05 |
| 2013  | 80,32 | 82,6  | 100,6 |
| 2014  | 84,5  | 84,5  | 100,9 |

Le 7 juin 2006, Nintendo révèle avoir l'intention de distribuer six millions de consoles au lancement de la Wii — dont quatre millions ou plus vendues avant la fin de l'année fiscale (le 31 mars 2007) — et de vendre dix-sept millions de jeux durant 2007. Des analystes japonais du Nikko Citigroup prévoient que la console s'écoulera à trente millions d'exemplaires dans le monde.
Une semaine après sa sortie, la Wii s'est déjà vendue à plus de six cent mille exemplaires sur le marché nord-américain et Nintendo réalise 190 millions de dollars de recette sur les ventes d’accessoires et de jeux. Le jeu phare au lancement de la console est The Legend of Zelda: Twilight Princess qui s'écoule à 454 000 exemplaires. Le 12 décembre 2006, Nintendo indique que 325 000 consoles ont été vendues pour l'Europe en seulement deux jours et 105 000 au Royaume-Uni en l'espace de quatre jours.
En outre, depuis son lancement, les ventes mensuelles de la console Wii sont supérieures à celles de ses concurrentes à travers le monde. Le NPD Group montre ainsi que, durant la première moitié de 2007, la Wii se vend mieux aux États-Unis que la Xbox 360 et la PlayStation 3 réunies. Cet avantage est encore plus notable sur le marché japonais où, de sa date de sortie à novembre 2007, il s'est vendu entre deux fois et six fois plus de Wii que des deux autres consoles. En Australie, elle bat le record établi par la Xbox 360 en devenant la console de jeu la plus rapidement vendue de toute l'histoire du pays : 32 901 consoles sont écoulées en quatre jours.
Le 12 septembre 2007, le Financial Times indique que la Wii est devenue leader du marché des consoles de salon de sa génération grâce à ses ventes qui ont battu celles de la Xbox 360 pourtant sortie un an auparavant. C'est la première fois qu'une console Nintendo est première des ventes de console de sa génération depuis la Nintendo Entertainment System.
Le 11 juillet 2007, Nintendo signale que la console sera en rupture de stock pendant le reste de l'année civile en cours même si, en décembre 2007, Reginald Fils-Aime révèle que la firme produit environ 1,8 million de Wii par mois. Certains magasins du Royaume-Uni sont néanmoins en pénurie de consoles à partir de mars 2007 ; la demande dépasse l'approvisionnement aux États-Unis à compter de juin 2007 et la Wii « s'épuise presque aussi vite qu'elle atteint les rayons de vente au détail » au Canada dès avril 2008,. Nintendo annonce, en octobre 2008, qu'entre le mois en cours et décembre de la même année, le stock de consoles en Amérique du Nord augmentera considérablement par rapport aux niveaux de 2007, alors que 2,4 millions d'unités sont produites chaque mois dans le monde, contre 1,6 million par mois en 2007.
Derrière la Nintendo DS, la Wii est la deuxième console la mieux vendue en 2007 aux États-Unis et au Japon, avec respectivement 6,29 millions et 3 629 361 unités écoulées d'après le NPD Group et Enterbrain,,,,. Durant la même année, il se vend en moyenne trois fois plus de Wii que de PlayStation 3 au Japon, tandis que la Xbox 360 y est distribuée à 257 841 unités selon Enterbrain,. En Europe, la Wii se vend à 0,7 million d'unités en 2006 et à 4,8 millions en 2007, d'après les estimations d'Electronic Arts,. En 2008, elle est la console de salon la mieux vendue au Japon avec 2 908 342 unités écoulées selon Enterbrain,,. Avant la parution des statistiques du NPD Group sur les jeux vidéo pour janvier 2008, les ventes de la Wii dépassent, durant la majorité des mois, celles de la Xbox 360 et de la PS3 depuis la sortie de cette dernière et de la console de Nintendo. Aux États-Unis, 10,9 millions d'exemplaires de la Wii ont été écoulées au 1er juillet 2008, ce qui fait d'elle la console la plus vendue de sa génération d'après le NPD Group ; elle dépasse même la Xbox 360, pourtant sortie un an avant elle,,. Au 1er novembre 2008, 13,4 millions d'unités sont vendues aux États-Unis, soit près de deux millions de plus que la Xbox 360 et plus de deux fois le nombre de PS3, d'après le NPD Group.
Au Japon, le nombre de consoles Wii écoulées dépasse celui de la GameCube en janvier 2008. Elle s'y est en effet vendue à 7 526 821 unités au 28 décembre 2008 d'après Enterbrain,. Elle a également dépassé la Xbox 360 en devenant la console de salon de nouvelle génération la mieux vendue au Canada, avec 813 000 unités écoulées au 1er avril 2008 et est restée la console de salon la plus achetée pendant treize des dix-sept mois précédents cette date,. Durant les six premiers mois de l'année 2008, elle se vend à 318 000 unités au Canada, c'est-à-dire quasiment le double de sa plus proche concurrente, la PlayStation 3. D'après le NPD Group, elle atteint 1 060 000 unités au 1er août 2008 et devient ainsi la première console de salon de sa génération à dépasser le million d'unités vendues dans le pays. Pendant les sept premiers mois de 2008, elle se vend mieux que la PS3 et la Xbox 360 réunies, avec 376 000 unités achetées au Canada. Au Royaume-Uni, la Wii est en tête des ventes de consoles de salon de sa génération, avec 4,9 millions d'unités vendues au 3 janvier 2009, d'après GfK Chart-Track,. Le 25 mars 2009, au Game Developers Conference, Satoru Iwata déclare que la barre des 50 millions de Wii produites est dépassée.
Si Microsoft et Sony subissent des pertes dans la production de leurs consoles en espérant engendrer un bénéfice à long terme sur la vente des jeux, Nintendo optimiserait les coûts de productions pour obtenir une importante marge bénéficiaire sur chaque console vendue. Le 17 septembre 2007, le Financial Times indique que ce bénéfice direct par console vendue peut varier de 13 $ au Japon à 49 $ aux États-Unis et 74 $ en Europe. Le 2 décembre 2008, Forbes annonce que Nintendo engendre un bénéfice d'exploitation de 6 $ par console vendue.
Nintendo annonce, le 7 mai 2009, l'augmentation de ses bénéfices d'exploitation pour son année fiscale (1er avril 2008 - 31 mars 2009) et l'accroissement des ventes ; la société bat ainsi le record de revenus par rapport à l'année précédente. Kenji Hall, du magazine BusinessWeek, dit de la compagnie qu'elle est « un point lumineux dans un déplorable secteur de la technologie japonaise », tout en citant les qualités propres à la Wii et à la DSi. Cependant, les pronostics financiers de Nintendo jusqu'à mars 2010 poussent les investisseurs et les analystes à se demander si la compagnie pourra continuer à exploiter longtemps ce filon. Le marché japonais, qui a tendance à servir de principal indicateur du marché mondial, montre en effet que les ventes de la Wii ont chuté de 47 % entre l'année fiscale 2008-2009 et l'année précédente. Alors que les experts prévoient la chute des ventes de consoles de jeu pour 2009, Kenji Hall affirme que les gros avantages de Nintendo disparaissent au milieu de la baisse du prix de la Xbox 360 et des rumeurs concernant l'inauguration chez Sony d'une manette sans fil sensible aux mouvements. En effet, la Wii doit faire face à de nouveaux produits chez ses principaux concurrents : le PlayStation Move pour la PlayStation 3 de Sony et Kinect pour la Xbox 360 de Microsoft. Finalement, Nintendo accuse une baisse de ses bénéfices en 2010 par rapport aux six années précédentes.
Face à ces résultats et Sony et Microsoft ayant réajusté leurs prix de vente, Nintendo annonce, le 23 septembre 2009, la première baisse des prix pour sa console. Aux États-Unis, ce dernier est réduit de 50 $ et le nouveau PDSF est fixé à 199,99 $ à partir du 27 septembre 2009 tandis qu'au Japon, le tarif passe de 25 000 ¥ à 20 000 ¥ au 1er octobre 2009. En Europe, à l'exception du Royaume-Uni, le prix de la console passe de 249 € à 199 € le 2 octobre 2009. Nintendo vend plus de trois millions de consoles Wii aux États-Unis en décembre 2009, battant ainsi un record dans le pays, et met fin à neuf mois de ventes en baisse. Ceci résulte d'une part, de la baisse du prix et d'autre part, des sorties de jeux comme New Super Mario Bros. Wii,. À compter de la fin de ce mois de décembre 2009, la Wii est la console de salon Nintendo qui s'est la mieux vendue, avec plus de 67 millions d'unités, ce qui représente plus que la Nintendo Entertainment System. Au 30 juin 2010, d'après Nintendo, la Wii s'est vendue à 70,93 millions d'unités dans le monde, dont 20,53 millions durant l'année fiscale 2009-2010. Les cinq jeux les plus vendus de la console sont Wii Sports, Wii Play, Wii Fit, Mario Kart Wii et Wii Sports Resort.
En août 2011, la Wii comptait 118 titres ayant dépassé le million d'exemplaires, contre 122 pour la Xbox 360 et 101 pour la Playstation 3.[réf. souhaitée]
Liste des 10 jeux les plus vendus sur Wii :
| Rang | Jeu                       | Année de sortie | Ventes         |
| ---- | ------------------------- | --------------- | -------------- |
| 1    | Wii Sports                | 2006            | 82,90 millions |
| 2    | Mario Kart Wii            | 2008            | 37,38 millions |
| 3    | Wii Sports Resort         | 2009            | 33,14 millions |
| 4    | New Super Mario Bros. Wii | 2009            | 30,32 millions |
| 5    | Wii Play                  | 2007            | 28,02 millions |
| 6    | Wii Fit                   | 2008            | 22,67 millions |
| 7    | Wii Fit Plus              | 2009            | 21,13 millions |
| 8    | Super Smash Bros. Brawl   | 2008            | 13,32 millions |
| 9    | Super Mario Galaxy        | 2007            | 12,80 millions |
| 10   | Wii Party                 | 2010            | 9,35 millions  |

### Marketing
Avec sa console, Nintendo espère cibler un plus large profil démographique que ses concurrents qui produisent eux aussi des consoles de septième génération. En décembre 2006, à une conférence de presse sur la sortie prochaine du jeu Dragon Quest IX : Les Sentinelles du firmament sur Nintendo DS, Satoru Iwata insiste sur le fait qu'il ne cherche pas à battre Sony mais plutôt à ce qu'il y ait davantage de personnes qui jouent aux jeux vidéo.
Cela se voit dans les différentes publicités télévisées, comme celles diffusées en Amérique du Nord et mises en scène par le gagnant de l'Oscar du cinéma, Stephen Gaghan. Ces publicités sont lancées le 15 novembre 2006 et disposent d'un budget total de plus de 200 millions de dollars américains pour toute l'année. La campagne marketing porte d'ailleurs ses fruits : des retraités jusqu'à 103 ans joueraient à la Wii au Royaume-Uni. Le journal britannique The People déclare également que la reine Élisabeth II du Royaume-Uni a déjà joué à la console.
Cette segmentation du marché participe à la volonté de Nintendo, déjà initiée avec la Nintendo DS, de s'adresser à un public plus large que ses concurrents Sony et Microsoft. Au lieu de se battre uniquement sur le marché des hardcore gamer en proposant des graphismes et un réalisme poussés, la Wii s'adresse aussi à un public de non initié qui n'avait auparavant jamais eu de console ; c'est-à-dire un public plus féminin et inter-générationnel. Cela peut se voir en comparant le marketing et les publicités des différentes marques de consoles[réf. nécessaire].

### Fin de vie
La Wii Mini n'a pas eu le succès attendu pour relancer la machine (se vendant moins que la Wii) et les ventes de la Wii chutent rapidement pour atteindre, fin 2012, moins de 5 000 unités hebdomadaires vendues sur le sol nippon. Les éditeurs tiers désertent alors la console, et Nintendo va se consacrer à la Wii U et à sa console portable, la Nintendo 3DS. Le 21 octobre 2013, Nintendo Japan annonce la fin de la production de la Wii, soit le modèle original RVL-001 et le modèle RVL-101 « family edition ». La Wii Mini continua à être produite. La Wii Mini toujours en vente au 31 décembre 2015, s'est vendue à 110 000 unités en 2015. Nintendo ne fit aucun communiqué pour l'arrêt de production de la Wii mini, mais indique que moins de 10 000 Wii sont vendues en 2016. La production de la Wii Mini s’arrête en 2017.
La Connexion Wi-Fi Nintendo, qui permet de jouer en ligne à un grand nombre de jeux de la Wii, est désactivée par Nintendo le 20 mai 2014,. Cela fait suite à la fermeture de la société indépendante qui gérait les serveurs en externe pour Nintendo et les éditeurs partenaires de ce contrat. Nintendo, ayant déjà les serveurs des jeux Wii U à entretenir, préfère alors ne pas réinvestir dans des nouveaux serveurs Wii (ni dans un nouveau contrat en externe) pour une console en fin de vie. Néanmoins, la possibilité de jouer en Wi-Fi existe encore sur certains jeux qui ne requièrent pas le passage par la plateforme de Connexion Wi-Fi Nintendo. Ces jeux passent par leurs propres serveurs (exemple : la série Just Dance ou Call Of Duty). En 2016, il est encore possible de jouer en ligne à des jeux nécessitant autrefois la Connexion Wi-Fi Nintendo, en passant par des serveurs privés. C'est le cas pour des jeux ayant rencontré un grand succès en ligne, comme Mario Kart Wii.
La chaîne boutique Wii, qui permet de télécharger des logiciels WiiWare, des consoles virtuelles et des chaînes Wii, est partiellement fermée par Nintendo le 31 janvier 2019 à 7h (heure française) après la désactivation du système d'achat de Wii Points le 26 mars 2018. Actuellement[Quand ?], il n'est donc plus possible d'acheter des jeux, logiciels ou chaînes (gratuits ou payants), mais il est possible de télécharger à nouveau les logiciels déjà achetés jusqu'à la fermeture complète de la chaîne plus tard en 2019, arrêtant le dernier service en ligne actif de la Wii.
L'énorme succès de la console est encore palpable 13 ans après sa sortie, puisque certains éditeurs continuent de sortir des nouveautés, malgré une certaine indifférence médiatique. Ubisoft édite jusqu'en 2019 sa saga Just Dance avec le jeu Just Dance 2020 (dernier jeu en date à sortir sur la Wii), alors que la console précédente de Nintendo, la Wii U, n'a aucune nouveauté dans son catalogue depuis 2017, et que l'éditeur japonais est déjà passé à la suite avec une nouvelle machine : la Nintendo Switch.

### Successeur
Quelques années après la sortie de la Wii, des spéculations sont émises à propos de la console de salon Nintendo de huitième génération. On pense d'abord que celle-ci sera une version améliorée de la Wii, qui sera nommée « Wii HD » et qui disposera d'une sortie vidéo haute définition avec un lecteur de disques Blu-ray intégré et dont la sortie serait prévue en 2011. Cependant, Satoru Iwata déclare par la suite qu'il n'avait vu « aucune raison importante » d'inclure la HD dans la version actuelle de la Wii et qu'un tel ajout serait mieux adapté à une version ultérieure. Shigeru Miyamoto montre également l'intérêt de Nintendo de travailler avec des graphismes HD mais précise que la compagnie est avant tout focalisée sur l'expérience de jeu. Reggie Fils-Aime indique qu'il est « sûr que le divertissement provoqué par la console de salon Wii a une très longue vie devant lui » et déclare qu'aucun successeur ne serait lancé dans un futur proche.
À la présentation de l'E3 2010, Iwata révèle à la BBC que Nintendo commencerait à annoncer une nouvelle console une fois que la société sera « à court d'idées avec le matériel actuel et ne pourra plus donner aux utilisateurs de surprises significatives avec la technologie qu'elle a »,. Plus tard, à une réunion d'investisseurs, Iwata dévoile qu'ils étaient « bien sûr en train d'étudier et de développer la console post-Wii » ; ce concept est néanmoins gardé secret car il « est important de surprendre positivement les personnes »,. Le 25 avril 2011, Nintendo confirme par un communiqué de presse la venue d'une nouvelle console de salon pour succéder à la Wii. La Wii U est la nouvelle console annoncée par Nintendo lors de l'E3 2011 et sort le 30 novembre 2012 en France.[réf. souhaitée]

## Matériel
La Wii est une console de jeux de salon. Les jeux sont distribués sur disques optiques de format propriétaire (à l'exception de ceux proposés en téléchargement). L’interaction avec le joueur se fait via différentes manettes – dont la télécommande Wii, qui constitue généralement le contrôleur principal de la console.

### Console
Le design de la Wii se démarque de celui des anciennes consoles de la firme. Elle arbore une robe sobre et épurée tout en étant bien plus fine et légère que ses concurrentes. En effet, elle est, à ce jour[Quand ?], la plus petite console de salon de Nintendo, mesurant 44 mm de large, 157 mm de haut et 215,4 mm de profondeur dans sa position verticale, ce qui est légèrement plus grand que trois boîtes de DVD empilées. Le socle inclus avec la Wii mesure 55,4 mm de large, 44 mm de haut et 225,6 mm de profondeur. La console pèse 1,2 kg, ce qui en fait la plus légère des trois principales consoles de septième génération, et consomme en moyenne 17 watts. Si elle est conçue pour être posée sur son socle gris à la verticale, elle peut également se positionner à l'horizontale. Le préfixe utilisé dans le système de numérotation et de référencement de la console, de ses différentes parties et de ses accessoires est « RVL- » qui fait référence à son nom de code « Revolution ».
Les jeux s'insèrent directement dans la fente du lecteur de disques optiques qui équipe la face avant de la console et qui accepte à la fois les disques optiques Wii de 12 cm et les disques de jeu GameCube. La fente d'accueil des disques est éclairée par un halo bleu qui s'illumine brièvement lors de l'allumage de la console et qui s'éclaire davantage lorsque des données sont reçues depuis le WiiConnect24. Depuis la mise à jour incluant le Menu Système 3.0, l'éclairage du mange-disque s'active chaque fois qu'un disque Wii est inséré ou éjecté. Quand il n'y a pas d'informations provenant du WiiConnect24, que l'utilisateur joue ou lors de l'utilisation d'autres services, la lumière reste éteinte. Deux ports USB sont situés à l'arrière de la console et une fente pour carte SD est dissimulée derrière un clapet sur la face avant.
Le pack Wii contient la console, un socle permettant de placer celle-ci verticalement, un stabilisateur circulaire transparent pour la position verticale, une télécommande Wii, un Nunchuck, une Sensor Bar, un support amovible pour celle-ci, une alimentation électrique principale, deux piles AA pour la télécommande Wii, un câble pour le signal vidéo composite équipé de prises RCA, un adaptateur péritel dans les pays européens (d'autres câbles sont disponibles séparément), les manuels d'utilisation, et, dans toutes les régions à l'exception du Japon et de la Corée du Sud, un exemplaire du jeu Wii Sports. Même si la Wii est la seule des consoles de septième génération à ne pas supporter la HD, un câble composante (YUV), qui améliore nettement la qualité d'image, est disponible, permettant de la rendre compatible avec le mode EDTV 480p.
Pour bâtir l'architecture de la Wii, la firme s'est associée avec de grands constructeurs informatiques : IBM s'occupe du processeur PowerPC, ATI du processeur graphique et NEC du système central. Le processeur central est nommé « Broadway » et le processeur graphique « Hollywood », car d'après Satoru Iwata : « Broadway parce que c'est la capitale du music-hall […] et Hollywood parce que c'est la capitale du cinéma. L'idée est simple : la Wii sera la capitale du divertissement interactif. ».
Début 2020, Nintendo annonce la fin de réparation des consoles Wii pour le 31 mars 2020,.

### Modèles

#### Modèles originaux RVL-001
Les modèles RVL-001 disposent de quatre ports manettes et de deux ports cartes mémoires GameCube. Ils sont vendus avec un socle permettant de positionner la console à la verticale.
Bien que Nintendo ait présenté la console et sa manette en plusieurs coloris (blanc, noir, argent, vert citron et rouge) avant sa sortie,, seule la couleur blanche était disponible pendant les deux ans et demi qui ont suivi le début de sa vente. D'autres modèles ont suivi :
La Wii noire sort le 1er août 2009 au Japon. Le pack comporte la console, la télécommande Wii, un Nunchuck, une manette classique Pro, le tout en noir, et le jeu Monster Hunter Tri,. Le modèle noir est disponible en Europe le 20 novembre 2009 et en Amérique du Nord le 9 mai 2010. Le pack européen comporte la console, une télécommande Wii, un Nunchuck et un Wii Motion Plus, le tout en noir, mais aussi les jeux Wii Sports et Wii Sports Resort.
La Wii rouge sort au Japon le 11 novembre 2010, à l'occasion du 25e anniversaire du jeu Super Mario Bros.. Le pack comporte la télécommande Wii Plus et le jeu New Super Mario Bros. Wii. En Europe, cette version limitée Wii rouge sort le 29 octobre 2010 accompagnée en plus du jeu original Donkey Kong déjà installé sur la console. Le pack Wii rouge est disponible en Amérique du Nord à compter du 7 novembre 2010 et est accompagné, comme pour le Japon, du jeu New Super Mario Bros. Wii et du Wii Motion Plus.
D'autres packs existent également comme le pack Mario Kart Wii, sorti en Europe le 26 novembre 2010, contenant une console, une télécommande Wii Plus, un Nunchuk, le volant Wii Wheel, le tout en noir, le jeu Mario Kart Wii et la version arcade de Donkey Kong pré-installée sur la console, ou le pack Wii Fit Plus disponible en Europe depuis le 3 décembre 2010 et qui contient une console, une télécommande Wii Plus, un Nunchuk, une Wii Balance Board, le tout en noir, et le jeu Wii Fit Plus. Un pack avec une console blanche et le jeu Inazuma Eleven Strikers sort en Europe en octobre 2012.

#### Modèles RVL-101
Fin 2011, Nintendo a lancé une révision de la console afin de réduire les coûts de production, le modèle RVL-101. Celui-ci n'est plus rétrocompatible avec les jeux et accessoires GameCube, car les 4 ports manettes et les 2 ports pour cartes mémoire GameCube ne sont plus présents. Le socle permettant de positionner la console verticalement n'est plus fourni dans le pack.
Extérieurement le modèle RVL-101 est quasi identique au précédent modèle RVL-001 à l'exception du logo Wii qui se trouve désormais à l'horizontale alors qu'il était à la verticale précédemment.
Cette communication de la Wii RVL-101 positionnée à l'horizontale n'est pas seulement une opposition pour la distinguer du modèle RVL-001 présenté placé verticalement dans son socle; en effet, sans doute pour réduire encore plus les coûts de production, le modèle RVL-101 n'est plus prévu pour être placé à la verticale, le lecteur optique n'étant plus adapté; le faire quand même risque d'endommager la console.
Le modèle RVL-101 est produit parallèlement au modèle RVL-001 et ne vise donc pas à remplacer ce dernier. Il est disponible uniquement sur les marchés européens et américains (pas de sortie au Japon). Il existe en blanc, en noir ainsi qu'en édition limitée bleu clair en pack avec le jeu Mario et Sonic aux Jeux olympiques de Londres 2012.

#### Wii Mini

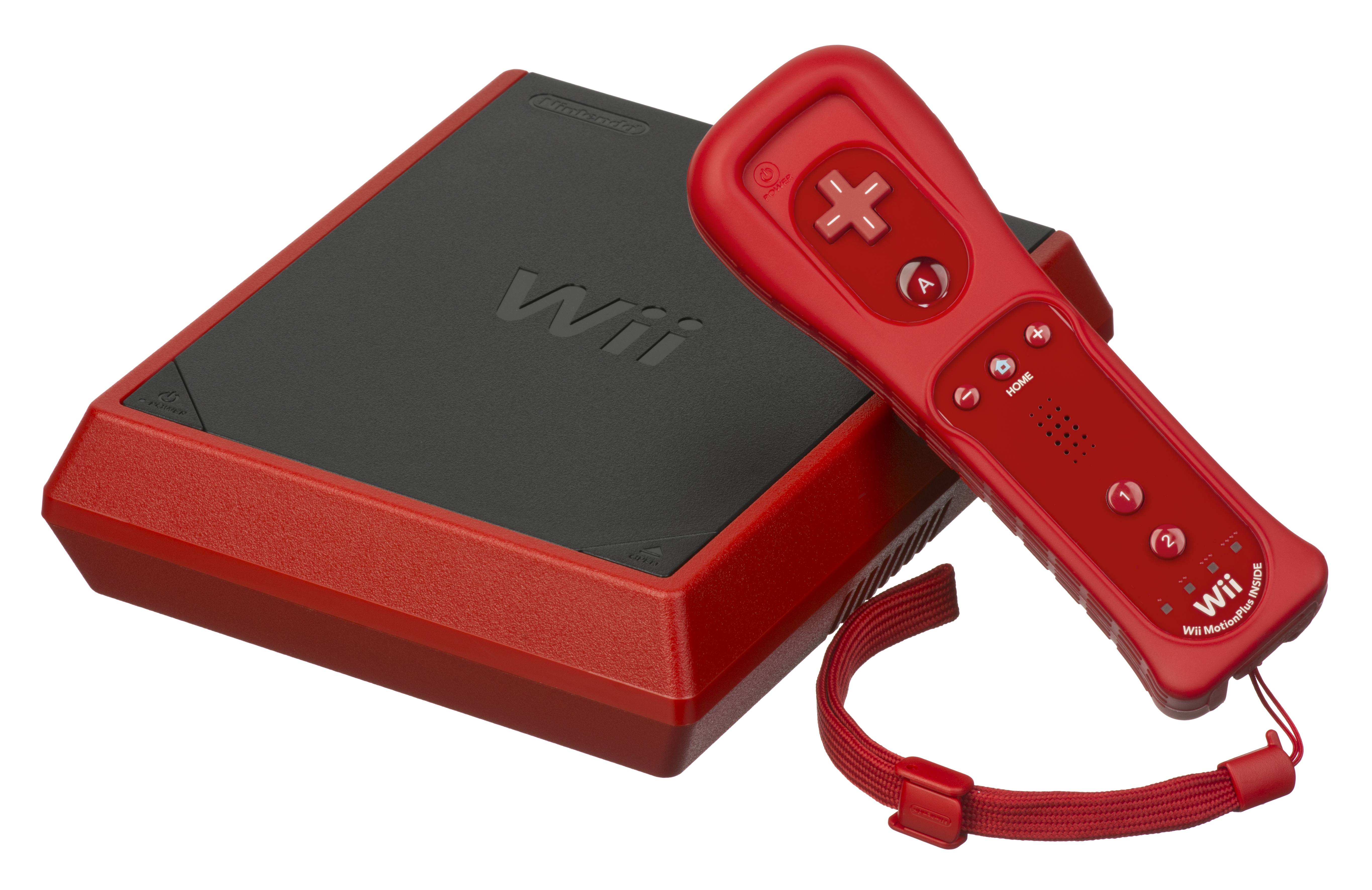
La Wii Mini.

Le 27 novembre 2012, Nintendo annonce une Wii Mini (modèle RVL-201). Celle-ci est plus petite que les deux précédentes et dispose d'un nouveau design rouge et noir. Elle est dépourvue de rétrocompatibilité GameCube, de port cartes SD, de Wi-Fi et de fonctionnalités internet. Elle est disponible le 7 décembre 2012 exclusivement au Canada dans un premier temps à un prix de 99 $.
Elle est par la suite disponible en Europe en mars 2013,.

#### Caractéristiques
| Fonctionnalité                 | Modèle RVL-001                  | Modèle RVL-101           | Modèle RVL-201 (Wii Mini)        |
| ------------------------------ | ------------------------------- | ------------------------ | -------------------------------- |
| Rétrocompatibilité GameCube    | Oui                             | Non                      | Non                              |
| Ports manettes GameCube        | 4                               | Non                      | Non                              |
| Ports cartes mémoires GameCube | 2                               | Non                      | Non                              |
| Connectivité Wi-Fi             | Oui                             | Oui                      | Non                              |
| Port cartes SD                 | 1                               | 1                        | Non                              |
| Connectique USB                | 2                               | 2                        | 1                                |
| Coloris                        | Blanc, noir, rouge              | Blanc, noir, bleu        | Bicolore rouge et noir           |
| Disponible                     | Japon, Amérique du Nord, Europe | Amérique du Nord, Europe | Canada, Europe, Amérique du Nord |
| En vente                       | Non                             | Non                      | Non                              |

## Accessoires officiels

### Manette

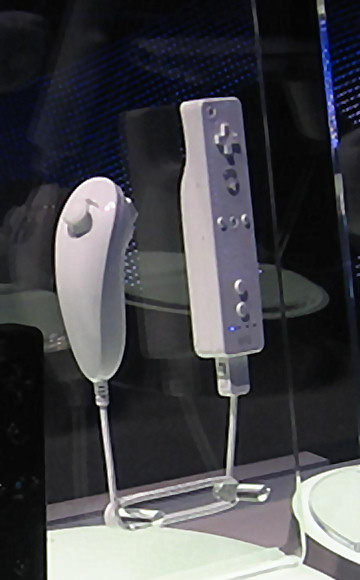
La télécommande Wii et le Nunchuk.

La manette de jeu est la véritable innovation de la console. D'après Nintendo, elle est révolutionnaire et change complètement la façon de jouer, d'où le nom de code de la console lors de sa phase de développement, faisant référence à une révolution dans le monde du jeu vidéo. Elle s'inspire grandement du Power Glove, une manette pour NES sortie en 1989. La télécommande Wii, comme l'a nommée Nintendo, ressemble beaucoup à une télécommande et elle est connectée à la console grâce à la technologie Bluetooth dans un rayon d'environ dix mètres. Grâce à un accéléromètre, la télécommande est capable de déterminer un grand nombre de mouvements que le joueur produira dans l'espace : gauche-droite, haut-bas, avant-arrière, rotation, torsion, etc. Tout geste avec les bras et les mains est donc interprété par les jeux Wii.
Horizontalement, la télécommande devient une manette proche de celle de la NES, qui est utilisée dans quelques jeux Wii (plus particulièrement pour les jeux de voitures, la manette se prenant en main comme un volant, comme dans Mario Kart Wii) et dans certains jeux rétro téléchargeables (notamment les jeux NES et TurboGrafx). La télécommande possède aussi un dispositif de pointage, équivalent de la souris de l'ordinateur, nécessitant l'installation d'un émetteur placé au choix sur ou sous le téléviseur. Ce dispositif fonctionne dans un rayon d'environ un à cinq mètres face à l'émetteur, selon l'éclairage ambiant.
Nintendo a publié une vidéo présentant le contrôleur.

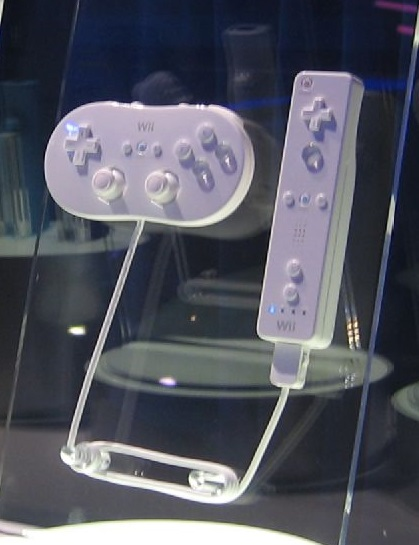
La manette classique.

Il est possible de synchroniser jusqu'à seize télécommandes Wii, dont six en synchronisation temporaire, et quatre manettes GameCube en même temps. Seulement 4 télécommandes  Wii peuvent être utilisés en même temps. La télécommande Wii est alimentée par deux piles AA pour une autonomie d'environ trente à soixante heures (selon l'utilisation ou non du Nunchuk, des vibrations, selon le volume…). Différents constructeurs permettent également de remplacer ces piles par des batteries au lithium, rechargeables par une station de charge directement connectée à la Wii via le port USB. La manette n'utilisant pas de faisceau infrarouge, aucune incompatibilité avec des téléviseurs n'est à craindre. Pour plus d'immersion dans le jeu, cette manette est dotée d'une fonction vibration et d'un petit haut-parleur. Ainsi, lorsque, dans un jeu de tennis, la balle frappe la raquette, le son du contact est diffusé par la manette puis dans les enceintes du téléviseur.
La télécommande Wii possède aussi une mémoire flash de 4 Mb permettant d'y stocker dix Mii (avatars). La télécommande Wii se présente en fait comme la partie centrale de tout un système de contrôle. En effet, il est possible, grâce à son port d'extension, de la relier à plusieurs accessoires comme le Nunchuk qui dispose d'un stick analogique et qui possède également un détecteur de mouvements. Une manette, plus académique, inspirée de la manette Super Nintendo, est également disponible. Elle est utilisée pour les jeux de la Console virtuelle ainsi que pour les jeux Wii n'utilisant pas la détection de mouvement. Il existe désormais un accessoire nommé Wii Zapper commercialisé pour un prix de 30 euros en France, il est vendu avec le jeu Link's Crossbow Training. L'accessoire sert à loger la télécommande Wii et le Nunchuk afin d'obtenir un fusil, un revolver ou encore une arbalète (dans le cas de Link's Crossbow Training).
Un autre accessoire a été créé pour Mario Kart Wii : le Wii Wheel qui consiste à rentrer la télécommande Wii dans le centre d'un volant pour donner une meilleure immersion au jeu de course. Pour le jeu Guitar Hero 3: Legends of Rock, la télécommande Wii doit être insérée dans la guitare pour pouvoir jouer avec. Il en est de même pour la batterie de Guitar Hero: World Tour et la platine de DJ Hero.
Il existe de nombreux autres accessoires commercialisés par des sociétés tierces dans lesquels placer la Wiimote : club de golf, raquette de tennis, divers dispositifs de tir (fusils, revolvers...)...

### Wii MotionPlus

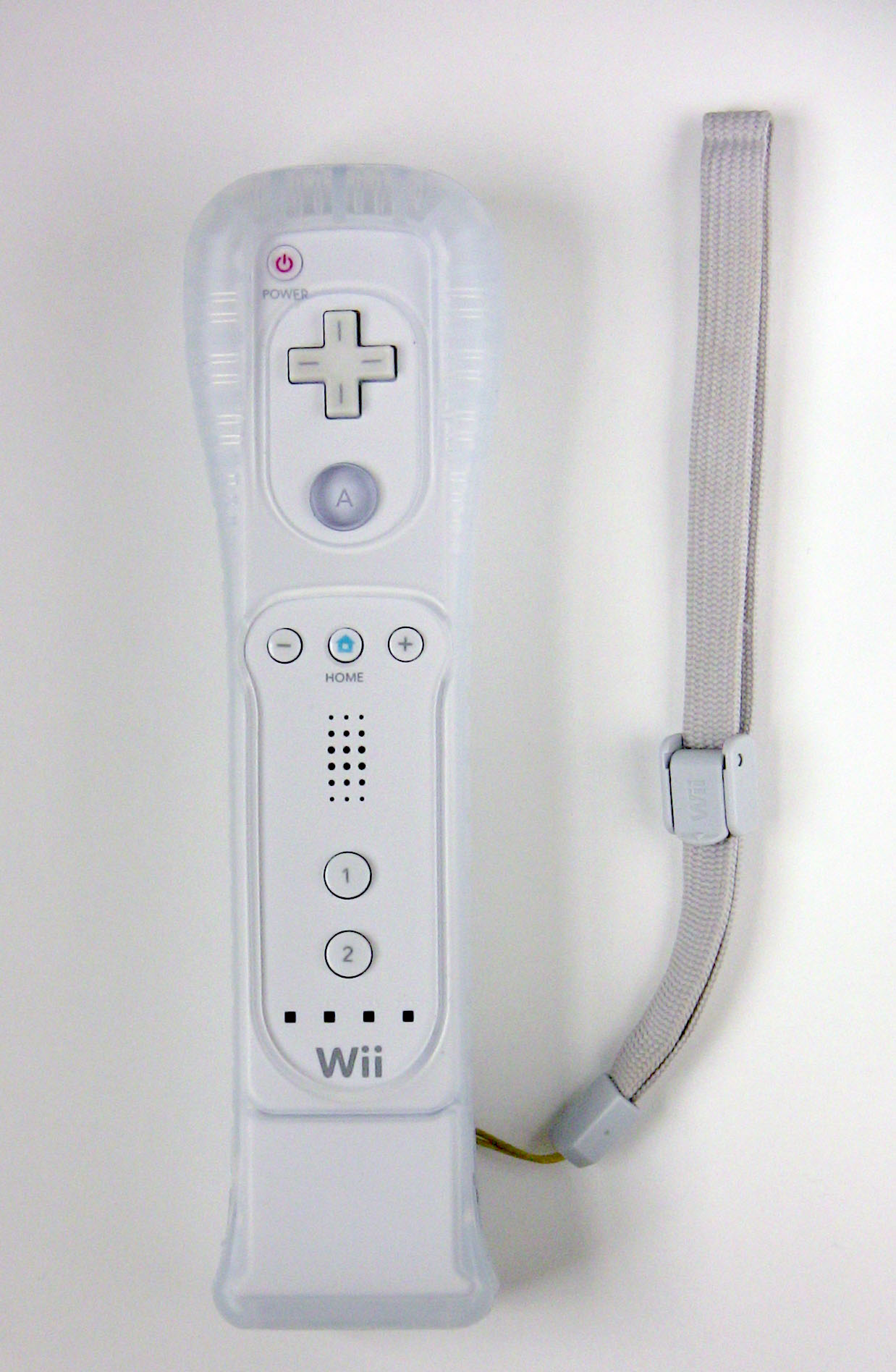
Wii MotionPlus connecté.

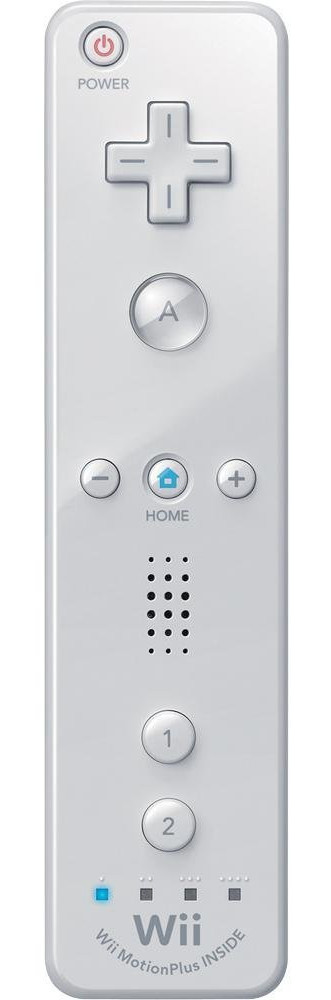
Wii Plus

Le Wii MotionPlus est un capteur de mouvement de forme cubique se branchant à la télécommande Wii sur le port en bas, et permettant une meilleure capture des mouvements au niveau de la manette mais pas du nunchuk. Dans son pack, il est inséré dans un « protège-télécommande Wii » plus grand que l'original. L'utilisation du Wii MotionPlus permet toujours le branchement et l'utilisation du Nunchuk ou d'un autre accessoire.
Le premier jeu à requérir obligatoirement l'accessoire, est Wii Sports Resort de Nintendo, sorti en juin 2009, moins d'un mois après les premiers jeux compatibles.
Le 5 novembre 2010, Nintendo lance en France une télécommande Wii qui intègre le Wii Motion Plus, elle se nomme Télécommande Wii Plus. Elle fait exactement la même taille que les télécommandes Wii habituelles et est disponible en blanc, noir, bleu, rouge et rose. On la différencie des télécommandes Wii sans MotionPlus, par la présence de la phrase "Wii MotionPlus INSIDE" en bas de la télécommande sous le logo Wii.

### Wii Balance Board
Le 11 juillet 2007, Nintendo révèle le jeu Wii Fit et la Wii Balance Board à l'E3 2007. Celle-ci est un accessoire sans fil en forme de pèse-personne qui renferme 4 capteurs de pression utilisés pour détecter le barycentre de l'utilisateur. Le poids maximum que peut supporter la Wii Balance Board est de 136 kg (150 kg pour les versions américaine et européenne)[réf. souhaitée]. Elle sort en décembre 2007 au Japon et le 25 avril 2008 en Europe.[réf. souhaitée] Nintendo prévoit que d'autres jeux soient développés pour utiliser cet accessoire[réf. souhaitée] ; en 2009, sort la version étendue de Wii Fit : Wii Fit Plus[réf. souhaitée].

### Wii Vitality Sensor
Cet accessoire présenté à l'E3 2009 permet de connaître son rythme cardiaque en insérant le doigt dans cet accessoire et se branche comme un périphérique d'extension à la télécommande Wii. L'accessoire ne fit plus parler de lui pendant un an, avant que Shigeru Miyamoto confirme le bon avancement du projet. Mais en 2011, Satoru Iwata indique un report en raison de performances à améliorer. En effet, selon lui, le Vitality Sensor ne fonctionnerait que sur 90 % des utilisateurs, et ce, pour diverses raisons biologiques.
Finalement, le 27 juin 2013, lors d'une conférence avec des investisseurs, une question portée sur l'accessoire obligera Satoru Iwata à confirmer l'annulation du projet pour les raisons évoquées en 2011.

### Capteur (Sensor Bar)
La Wii possède un dispositif de pointage aussi précis que la souris d'un ordinateur, rendu possible par l'utilisation d'un émetteur. Cette barre, connectée à la console avec un simple câble d'alimentation, contient dix DEL infrarouges, ce qu'on peut vérifier en la filmant en infrarouge, et n'envoie aucune information, que ce soit à la télécommande Wii ou à la console. La barre doit être positionnée sur ou sous le téléviseur, au choix, et ne sert qu'à émettre de l'infrarouge.
Lorsque la télécommande Wii est pointée vers le téléviseur, et donc vers la Sensor Bar, elle voit les faisceaux infrarouges émis par cette dernière et calcule la position vers laquelle vous pointez avec une extrême précision, envoyant ainsi les informations à la console via Bluetooth.

### Wii Speak
Le Wii Speak est un accessoire pour la console Wii annoncé lors de l'E3 2008 et sorti en même temps que le nouvel épisode du jeu de simulation de vie Animal Crossing: Let's Go to the City, connu sous le nom de Animal Crossing: City Folk en Amérique du Nord. Cet objet fait office de micro pour les jeux utilisant le réseau en ligne Nintendo Wi-Fi Connection. L'accessoire se branche directement sur la Wii, via le port USB, et se pose sur le capteur de pointage de la console. D'autres jeux comme The Conduit, Monster Hunter Tri et Uno (sur WiiWare) sont compatibles avec le Wii Speak.

### uDraw(THQ)
Le uDraw GameTablet est un périphérique commercialisé par THQ le 14 novembre 2010 à la base pour la Wii puis pour les consoles HD — à savoir la PlayStation 3 et la Xbox 360 — l'année suivante. C'est une tablette sur laquelle vient se connecter la manette et qui permet de dessiner sur l'écran. Elle est utilisée dans des jeux tel que uDraw Studio ou Pictionnary.

## Spécifications techniques
La Wii n'aurait coûté pour sa fabrication que 109 euros (150 $), une estimation réalisée en 2008. Ce choix s'explique en partie par le fait que Nintendo ne possède pas, contrairement à ses concurrents, d'autres sources de revenus que la fabrication de consoles vidéo-ludiques et la conception de jeux vidéo. Les caractéristiques suivantes ont été dévoilées par Nintendo lors de l'E3 2006 :

### Télécommande Wii
- Possibilités de connecter jusqu'à quatre télécommande Wii en même temps (seize synchronisables) en Bluetooth dans un rayon de 10 mètres ;
- Le Nunchuk peut se brancher à la télécommande Wii ;
- La télécommande Wii ainsi que le « Nunchuk » permettent une détection de mouvement dans les trois dimensions de l'espace ;
- La télécommande Wii est équipée d'un haut-parleur, d'une fonction vibration et d'un port d'extension ;
- La télécommande Wii peut servir de pointeur à condition de se retrouver à moins de 3 mètres de l'émetteur infrarouge, normalement positionné sur ou sous l'écran ;
- La télécommande Wii  comporte une croix numérique, huit boutons : A, B, +, -, Home, 1 et 2 et un bouton Power. Un bouton de synchronisation se trouve dans la trappe des piles ;
- La télécommande Wii possède une mémoire interne permettant la sauvegarde de données ;
- La télécommande Wii a besoin de deux piles AA pour fonctionner ;
- Le Nunchuk comprend un manche analogique et les boutons C et Z ;
- Le Nunchuk est alimenté grâce à la télécommande Wii ;
- La console possède quatre ports pour les manettes GameCube ainsi que deux ports destinés aux cartes mémoire GameCube ;
- Une manette plus académique (dite « manette classique ») est disponible pour les jeux dits multi-supports. On y trouve deux sticks analogiques, les boutons A, B, X, Y, +, - (en remplacement des traditionnels start et select), L, ZL, R, ZR, une croix numérique et un bouton Home permettant d'accéder au menu de la console et un bouton pour actionner une trappe derrière la manette. Dans le menu Wii et certains jeux, le stick analogique gauche permet de remplacer le pointage de l'écran par la télécommande Wii ;
- Il est possible de détourner la télécommande Wii de son utilisation « normale » en la synchronisant a un ordinateur équipé d'un adaptateur Bluetooth (USB ou interne). Il est alors possible de contrôler la souris avec le pointeur de la télécommande Wii ou de jouer en utilisant la télécommande Wii ou même la manette classique sur l'ordinateur.

### Processeur principal

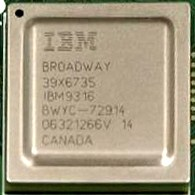
Processeur IBM Broadway.

Le processeur qui équipe la Wii est une variante du Gekko de la GameCube, dérivé du PowerPC d'IBM et dont le nom de code est Broadway. La principale différence avec le Gekko est un procédé de production plus fin (90 nm contre 180 nm pour le Gekko) qui a permis d'augmenter la fréquence (729 MHz contre 485 MHz pour le Gekko) tout en réduisant encore la consommation déjà faible de ce processeur (4 Watts pour ce dernier contre 5 pour le Gekko) ainsi que sa taille et donc son coût de production (il est possible de produire environ 2 500 Broadway avec un seul wafer).
- Broadway
- IBM 90 nm SOI

- 1 cœur

- 19 mm2
- 4 Watt
- 729 MHz
- 256 Ko Cache L2
- 3 Gflops

### Processeur graphique

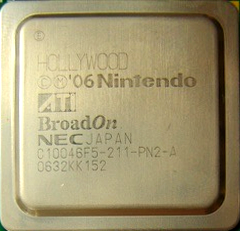
Processeur graphique ATI Hollywood.

- Nom de code Hollywood, développé par ATI.
- Le processeur graphique (GPU) Hollywood reprend les principales caractéristiques de celui de la GameCube mais cadencé à 243 MHz. il contient une mémoire interne de 3 Mo pour le cache texture et le framebuffer. Il intègre aussi le contrôleur I/O et le processeur Audio.

### RAM
- MEM1 : 24 Mo de 1TSRAM identique à celle de la GameCube pour assurer parfaitement la rétrocompatibilité. Mais à la différence de la GameCube cette mémoire est ici intégrée directement dans le package du GPU par souci de réduction du nombre de puces et donc du coût de production.
- MEM2 : une unique puce externe de 64 Mo de GDDR3 sur un bus 32 bit.

Les deux RAM sont adressables indépendamment, et peuvent stocker toutes deux n'importe quel type de données.
Il existe une mémoire auxiliaire de 16 Mo. Cette dernière n'est pas utilisable pour les graphismes car moins performante, typiquement utilisée pour le son et l'interface. Cet espace de mémoire existait déjà sur la GameCube.

### Médias et connectique
La Wii intègre 512 Mo de mémoire flash pour des sauvegardes ou stockage des jeux de la Console virtuelle et WiiWare. La console possède deux ports USB 2.0 (480 Mbit/s), ainsi qu'un module Wi-Fi 3 (jusqu'à 54 Mbit/s) intégré supportant le WPA2. La connexion Ethernet est possible via un adaptateur spécifique se connectant sur un port USB de la console. Au travers de son port multi audio/vidéo, on peut relier la Wii à son téléviseur ou son moniteur via un câble YUV, S-Video, composite ou RVB. 1 port pour la connexion de l'émetteur infrarouge (Sensor Bar) et 1 port cartes SD sont inclus.
- Câbles : D Terminal (en option au Japon), RVB (en option en Europe), YUV (en option).
- La Wii est équipée d'un mange-disque qui permet de recevoir un disque double couche Wii de douze centimètres de diamètre (format DVD classique) aussi bien que les mini DVD GameCube de huit centimètres.
- La Wii peut être connectée au réseau Internet, même en étant en mode veille, par le biais du WiiConnect24. Cela permet de télécharger des mises à jour et des fichiers, notamment pour des jeux acquis.
- Un navigateur Web produit par la société Opera, disponible gratuitement.
- Quatre ports manettes et deux ports cartes mémoires GameCube, pour les modèles RVL-001 (voir chapitre Modèles de l'article).

## Services en ligne

### Jeux en ligne
Le mode connecté est entièrement gratuit et utilise le service Nintendo Wi-Fi Connection. Le programme réseau est directement inclus dans la console, ce qui allège le travail des développeurs. La Wii est, dès le début, commercialisée avec tout le nécessaire pour jouer en ligne, et aucun abonnement n'est nécessaire pour les jeux Nintendo. Nintendo pense que le mode connecté sera le tournant décisif de la nouvelle génération de consoles et souhaite y être présent. En effet, après l'avoir longtemps boudé avec la GameCube (seulement trois jeux jouables en ligne) tandis que la PS2 et la Xbox surtout s'y appliquaient en masse, Nintendo semble décidé à intégrer le jeu en ligne à sa politique.
Pour certains jeux, la fonction « Wi-Fi Connection » est payante. Pour ces jeux, le logo est orange foncé et la mention Pay and Play y est présente. Le premier jeu vidéo payant en ligne de la Wii en Europe est le jeu WiiWare Final Fantasy Chrystal Chronicles My Life as a King. Cette partie payante est essentiellement utilisée pour du contenu supplémentaire. Le nouveau service en ligne de la Wii est le WiiConnect24. Même en veille, la console reste connectée à Internet, ce qui permet à Nintendo ou aux éditeurs tiers de délivrer aux joueurs des informations, des messages, du contenu pour leurs jeux. Des mises à jour sont de même disponibles. Le premier jeu en ligne de la Wii en Europe est Mario Strikers Charged Football, sorti le 25 mai 2007 en Europe.
La Connexion Wi-Fi Nintendo, qui permet le jeu en ligne, est désactivée par Nintendo le 20 mai 2014,.
Le 29 septembre 2017, Nintendo annonce la fermeture de la chaîne Boutique Wii au 31 janvier 2019.

### Console virtuelle
Grâce à cette plate-forme et à une connexion Internet, la Wii peut émuler les jeux des consoles NES (500 points), SNES (800 points), Nintendo 64 (1000 points), Turbo Grafx (600 points), Neo-Geo AES (900 points), Mega Drive (800 points) et Virtual Console Arcade (500 points) qui appartiennent à sa région en les téléchargeant directement via la Chaîne boutique, utilisant des Nintendo Points. Ces points sont disponibles dans divers magasins de jeux vidéo ou par le biais d'une carte crédit, au prix de 20 € pour 2000 Nintendo Points. D'après Nintendo, de nombreux éditeurs tiers proposeront également leurs jeux sortis sur ces consoles. Satoru Iwata a nommé cela la Console virtuelle. Fin mars 2008, des jeux Commodore 64 ont rejoint le catalogue pour 500 Nintendo Points avec des titres comme Uridium ou International Karate. Début avril 2008, ce fut au tour de la Master System de Sega avec des titres comme Wonder Boy. Depuis le 25 mars 2009 des jeux d'arcade sont également proposés sur la plate-forme sous le nom de Virtual Console Arcade.
Certains titres sont un peu plus chers que les autres titres de leur console originelle, par exemple Sin and Punishment coûtant 1200 points au lieu de 1000 ou Super Mario RPG coûtant 900 points au lieu de 800. Au 24 novembre 2011, les disponibilités par console sont de : NES (79 titres), Super Nintendo (66 titres), Nintendo 64 (21 titres), Mega Drive (72 titres), Turbografx (60 titres), NeoGeo (28 titres), Sega Master System (16 titres), Commodore 64 (17 titres) et Virtual Console Arcade (17 titres).

### WiiWare
Accessible à partir de la chaîne boutique Wii, la plate-forme WiiWare permet d'acheter à l'aide des Nintendo Points des jeux téléchargeables issus de studios connus tout comme de studios indépendants ainsi que du contenu additionnel. Les développeurs ont pour seule contrainte technique la nécessité de produire un jeu de moins de 40 Mo. Ils gardent ainsi, entre autres, la possibilité d'utiliser les services en ligne comme le Nintendo Wi-Fi Connection et le WiiConnect24 ainsi que les Miis. WiiWare a été lancé le 20 mai 2008 en Europe avec six jeux[réf. souhaitée].
Le 19 février 2010, le WiiWare a atteint le cap du deux centième jeu disponible sur le service avec le jeu Brain Cadets de Rising Star Games[réf. souhaitée].

### Chaînes Wii
Les chaînes Wii (Wii Channel en anglais) sont un ensemble de chaînes qui constitue le menu de la Wii et le principe même de la console qui est de rajouter des chaines à la télévision, certaines sont reliées au réseau Internet et proposent diverses informations ou services. À l'écran principal, ces chaînes s'affichent sous forme de petites icônes animées aux coins arrondis, faisant penser à une télévision à écran non-plat. L'utilisateur peut organiser et déplacer ces chaînes à souhait et il est possible d'avoir jusqu'à 48 chaînes (regroupées en 4 parties de 12 chaînes chacune, la navigation entre ces parties s'effectue avec les boutons « + » et « - » de la télécommande Wii). La plupart des chaînes Wii sont gratuites mais certaines sont payantes, notamment les jeux WiiWare et Console Virtuelle. Elles peuvent être seulement téléchargées via la chaîne boutique Wii (quoique certaines sont liées à des jeux (Mario Kart Wii, Wii Fit, etc.) et peuvent être installées sur le Menu Wii à la demande du joueur).
Menu WiiIci il est possible de laisser des messages à ses amis (possibilité d'envoyer des e-mails si la procédure d'enregistrement a été validée), de consulter le calendrier (où l'on peut voir les jours où l'on a reçu un message autre que le Carnet) voire d'y stocker ses photos favorites issues d'une carte au format SD (les photos sont enregistrées dans la mémoire de la console Wii). Un système de Mémos (pense-bêtes) est également utilisable, sans oublier un grand Carnet d'adresses pouvant contenir jusqu'à 100 contacts (amis Wii ou e-mails). Vous trouverez également les divers cadeaux (personnage supplémentaire, niveau bonus et autres goodies…) téléchargés par le WiiConnect24. Certains jeux peuvent envoyer des messages sur le Bureau Wii avec des photos (Super Mario Galaxy, Mario Kart Wii, etc.) ou autres types d'informations (arrivée d'un nouveau concours, contenu supplémentaire disponible, récompense de fin de jeu…). Il est possible d'arrêter de recevoir les messages d'un service ou de tous les services, suivant le souhait du joueur. Chaque jour où la console Wii a été allumée, un message Carnet est créé, indiquant le temps de jeu ainsi que le total. Les messages les plus anciens du Bureau Wii sont effacés s'il n'y a plus assez de place. Nintendo peut également envoyer aux joueurs des messages annonçant la disponibilité de nouvelles mises à jour, avec un lien direct vers le téléchargement.
Menu Carte SDGrâce à une icône en forme de carte SD en bas à gauche du Menu Wii, l'utilisateur peut accéder au menu carte SD. Ce dernier permet de lancer des Chaînes, jeux Console Virtuelle et jeux WiiWare enregistrés dans la carte SD. La fonctionnalité est ajoutée afin de contrer le problème de manque d'espace de données de la console. Cependant, les sauvegardes doivent obligatoirement être dans la mémoire de la console pour être utilisées même si le jeu ou la chaîne est sur la carte SD. Le menu est disponible à partir de 2009 dans les versions 4.x de la console.
Chaîne disquePermet de lancer le jeu Wii ou GameCube inséré dans la console. C'est la seule chaîne qui ne peut pas être déplacée (sauf si le système de la console est modifié, et elle est située sur la case en haut à gauche du menu Wii).
Chaîne photosC'est ici que vous pouvez visualiser et retoucher légèrement, grâce à un logiciel de retouche d'images intégré, les photographies contenues sur votre carte SD ou reçues par courriel. Un diaporama peut être automatiquement créé, avec effets légers, et l'on peut y ajouter de la musique (parmi celles disponibles ou une musique personnalisée sur carte SD). Il est ensuite possible d'envoyer des photos à ses amis. Il est aussi possible de s'amuser seul ou à plusieurs en transformant les photos et les vidéos en puzzle et en essayer de le reconstituer le plus rapidement possible (les records sont enregistrés). La chaîne est aussi capable de lire les fichiers vidéo aux formats avi et mov encodés en Motion JPEG. La mise à jour du 14 décembre 2007, qui installe la Chaîne photos 1.1, permet d'écouter les musiques au format AAC au lieu du MP3, qui n'est plus supporté dès lors. Nintendo précise que la Chaîne photos ne peut en aucun cas écrire, modifier ou supprimer des données présentes sur la carte SD.
Chaîne MiiPermet de créer un avatar, nommé Mii à son image, et ensuite de l'utiliser comme personnage dans un jeu compatible (Wii Sports, Wii Play, etc.). On peut aussi le sauvegarder sur la télécommande Wii (avec un maximum de 10 Miis) pour l'emmener partout avec soi et jouer avec par exemple chez un ami sur une autre console Wii. Une fonction nommée « Parade Mii » permet de recevoir automatiquement des Miis sélectionnés au hasard parmi vos contacts, les Miis de la Chaîne Concours Mii ou ceux que vous avez rencontré dans un jeu (notamment Mario Kart Wii et son mode online). Il est possible de transférer des Miis entre la Parade Mii et la Place Mii (là où sont exposés les Miis que le joueur a créé, dans une limite de 100 Miis). Les possibilités sont étendues et une chaîne peut même être téléchargée gratuitement, mettant en scène des concours entre Miis.
Chaîne météoPermet de consulter en direct la météo de nombreuses villes dans le monde et d'accéder à une vue interactive en trois dimensions du globe. Plusieurs possibilités sont disponibles au niveau de la navigation (zoom, utilisation du pointeur…) et des prévisions météo (par moment de la journée, météo du lendemain, prévisions sur plusieurs jours…). Une mise à jour permet d'afficher directement le temps qu'il fait via une petite icône directement sur l'emplacement de la Chaîne météo, dans le menu Wii (si le WiiConnect24 est bien paramétré et activé pendant la veille). Les informations sont fournies par Weathernews Inc. De récents jeux utilisent cette chaîne afin que la météo du jeu corresponde à la réalité.[réf. nécessaire]
Le 28 juin 2013, Nintendo arrête les services de la chaîne, la rendant inutilisable.
Chaîne infosEffective depuis le 26 janvier 2007, elle permet de consulter diverses informations . Elle reprend les dépêches de l'agence Associated Press et permet de zoomer interactivement sur les dépêches pour une meilleure lisibilité : les mots se réorganisent en temps réel en fonction du facteur d'agrandissement. De plus, une carte, sur le côté droit, montre l'endroit du monde concerné par la dépêche lue. Cette carte permet également de « voyager » de dépêche en dépêche selon la ville ou le pays voulus (les images des articles sont empilées en fonction du zoom de manière à avoir une navigation optimale). Les dépêches sont classées selon huit catégories : actualités nationales, actualités continentales, actualités internationales, sport, arts et loisirs, économie, sciences et santé, technologie. Une mise à jour permet de faire défiler quelques informations directement sur la case de la Chaîne infos dans le Menu Wii, en utilisant le service WiiConnect24.
Le 28 juin 2013, Nintendo arrête les services de la chaîne, la rendant inutilisable.
Chaîne Boutique WiiCette chaîne permet d'acheter et de télécharger des jeux Console Virtuelle, de nouvelles chaînes Wii, des jeux WiiWare, des mises à jour de chaînes Wii ou encore du contenu additionnel (notamment des niveaux, des personnages ou des bonus sur certains jeux portant le sigle pay and play) grâce à des Nintendo Points ou gratuitement pour certains logiciels/jeux. Les Nintendo Points peuvent être rechargés par l'intermédiaire d'une carte prépayée achetée en magasin, ou directement depuis la chaîne avec une carte de crédit. Il est aussi possible d'échanger ses points Étoiles du Club Nintendo en Wii Points (taux de 4 Étoiles pour 1 Nintendo Points ; l'échange se fait sous forme d'une carte virtuelle fournissant un code à rentrer dans la Chaîne boutique Wii, comme s'il s'agissait d'une carte prépayée). Le joueur peut également relier son compte Club Nintendo à celui de la Chaîne boutique Wii, afin de pouvoir échanger ses Étoiles en Nintendo Points. Consultez la page Nintendo Points pour plus d'informations. Tous les titres téléchargés sur la chaîne boutique Wii sont liés à la console sur laquelle ils ont été achetés. En cas de changement ou rachat de Wii, les jeux ne peuvent pas être transférés. À partir du 27 mars 2018, l'utilisateur ne peut plus ajouter des Nintendo Points et, à partir du 31 janvier 2019, l'achat de nouveaux jeux de console virtuelle ou de WiiWare n'est plus possible. La possibilité de télécharger à nouveau des jeux déjà achetés via la Chaîne boutique Wii sera retirée dans le courant de l'année 2019,.
Chaîne Internet Un navigateur Web, Opera produit par Opera Software, permettant de surfer sur le web. Cette chaîne payante au début a été rendue gratuite par Nintendo le 1er septembre 2009. Les joueurs l'ayant achetée au prix de 500 Nintendo Points ont eu la possibilité d'obtenir gratuitement un jeu NES de la même valeur.
Chaîne votesEffective depuis le 14 février 2007, elle permet de répondre à des sondages. Vous pouvez, à l'aide de vos Miis, répondre à diverses questions nationales (3 par semaine) ou mondiales (1 par tranche de deux semaines). Il est aussi possible de proposer de nouveaux sondages (fonction limitée à 1 envoi par jour). Jusqu'à 6 Miis peuvent être inscrits afin que chacun puisse donner son propre avis aux différents sondages. Après choix de la réponse, les joueurs peuvent donner leur estimation personnelle sur le choix qui va l'emporter (symbolisé sous forme de ballon coloré) : ainsi, un joueur peut répondre « Chat » à « Quel animal de compagnie préférez-vous ? » mais estime que « Chien » va obtenir la majorité des votes. La Chaîne votes permet de consulter des statistiques détaillées sur les joueurs (estimations correctes, nombre de réponses…) ou sur les résultats des sondages (résultats par sexe, région ou pays, pourcentage d'estimations correctes, etc.).
Le 28 juin 2013, Nintendo arrête partiellement les services de la chaîne, en ne proposant plus de nouveaux sondages, mais permettant toujours de regarder les résultats des dernières questions posées et les statistiques des différents Miis participatifs.
Chaîne concours Mii

Permet de participer à des concours gratuits demandant aux créateurs de Miis d'envoyer leurs créations afin de se rapprocher d'un modèle imposé (exemples : La princesse Peach, le meilleur danseur disco…). Le joueur est évalué pour son aptitude à voter en faveur des Miis à succès ou en fonction de sa capacité à envoyer des Miis correspondant bien au thème. La chaîne permet aussi de télécharger des Miis d'autres utilisateurs et d'échanger les siens en utilisant un système de recherche à plusieurs critères. Un système de classement au niveau international et national par vote des Miis est également disponible. On peut supposer que la création de la Chaîne concours Mii a eu pour cause l'engouement suscité par la fabrication de Miis originaux ou ressemblant à des personnalités célèbres.
Le 28 juin 2013, Nintendo arrête les services de la chaîne, la rendant inutilisable.
Chaîne NintendoPermet de visualiser des vidéos souvent exclusives comme des bandes-annonces, des interviews ou des publicités sur les jeux disponibles ou bientôt disponibles des consoles récentes de Nintendo, la Wii et la DS. Se présentant comme un véritable petit catalogue interactif, la chaîne propose un système de recherche complet pour aider les utilisateurs à retrouver les jeux classés par fiches. La Chaîne Nintendo permet également de noter vos jeux Wii (auxquels vous avez joué plus d'une heure) ainsi que de télécharger des démonstrations de certains jeux DS via le Téléchargement DS. La chaîne est régulièrement mise à jour et il est toujours possible de revoir les anciennes vidéos. Pour une Wii paramétrée en langue française, les vidéos de la Chaîne Nintendo sont traduites ou, au moins, sous-titrées en français. À noter également un historique de temps de jeu, permettant aux utilisateurs de voir le temps passé sur leurs différents jeux Wii, WiiWare et Console Virtuelle.
Le 28 juin 2013, Nintendo arrête les services de la chaîne, la rendant inutilisable.
Chaîne Mario KartPermet d'accéder à certaines fonctions sans pour autant nécessiter le disque de jeu. Le joueur doit d'abord installer la Chaîne Mario Kart sur le Menu Wii depuis l'option adéquate du jeu. Une fois installée, le joueur peut consulter la liste d'amis de chaque permis (permet de voir s'ils sont en ligne), voir les classements, vérifier s'il y a un nouveau concours de disponible (le cas échéant, la chaîne redirige directement vers le disque de jeu) et gérer les fantômes (fantômes sauvegardés, courses fantômes, etc.). La Chaîne Mario Kart utilise le WiiConnect24 et avertit l'utilisateur d'un message lors de l'apparition d'un nouveau concours, entre autres.
Chaîne Wii FitOfferte avec le logiciel. Elle permet de consulter les courbes des profils du jeu et autres fonctionnalités, sans avoir besoin d'insérer le disque de jeu Wii Fit.
Chaîne Wii SpeakOfferte en téléchargement avec le micro WiiSpeak, cette chaîne permet de discuter avec 4 autres amis Wii qui possèdent l'accessoire, ainsi que d'envoyer des messages vocaux sur le bureau Wii de vos amis.
Le 28 juin 2013, Nintendo arrête les services WiiConnect24 de la chaîne, rendant impossible l'envoi de messages vocaux.
Chaîne Jour de chancePermet de voir son horoscope. Sortie le 9 septembre 2009, cette chaîne est disponible gratuitement sur la Chaîne Boutique Wii. Elle vous livre des conseils sur votre alimentation, vos loisirs et votre bien-être (en amour, travail, argent).
Kirby TVApparue le 23 juin 2011 jusqu'au 12 décembre 2011 sur la Boutique Wii, cette chaîne permet de voir la série télévisée d'animation Kirby: Right Back at Ya! en version française. Après une remise en service de la chaîne en avril 2012, incluant de nouveaux épisodes, le contenu n'est à nouveau plus disponible depuis décembre 2012.
Chaîne Transfert Wii UIl s'agit d'une chaîne permettant à l'utilisateur de la Wii de transférer tout le contenu de sa Wii vers une console Nintendo Wii U.
Chaîne d'actualisation de données du jeu The Legend of Zelda: Skyward SwordC'est une chaîne qui permet d'actualiser les données du jeu The Legend of Zelda: Skyward Sword. Il arrivait parfois que dans ce jeu, le joueur n'arrivait plus à continuer la partie et n' arrivait plus à sauvegarder sa progression. Nintendo a donc créer cette chaîne qui permet de régler ces problèmes. Cette chaîne est actuellement[Quand ?] toujours disponible depuis la Chaîne Boutique Wii dans la section WiiWare.
Chaîne NetflixLa chaîne Netflix permet de regarder Netflix sur sa Nintendo Wii en grand écran. Originellement, il y avait un disque Wii Netflix qu'il fallait commander pour l'utiliser. C'est en octobre 2013 que le disque devient obsolète et que la chaîne Netflix devient le successeur du disque. La chaîne est gratuite en ce qui concerne le téléchargement, mais un abonnement à Netflix est nécessaire pour utiliser la chaîne. Le 31 janvier 2019, la chaîne Netflix sur Wii ne fonctionne plus et le disque Netflix devient complètement inutilisable.
Chaîne YouTubeLa chaîne YouTube permett aux utilisateurs de regarder des vidéos Youtube sur grand écran sans devoir utiliser Youtube sur la chaîne internet qui fonctionnait moins bien que l application. La chaîne est gratuite non seulement pour l’ installation, mais aussi pour l’ utilisation. Cette chaîne, utilisant la technologie Flash- a été abandonnée par Google le 30 janvier 2017.
Chaîne Amazon Instant VideoLa chaîne Amazon Instant Video (devenu Amazon Prime Video) est une chaîne de streaming qui proposait un large éventail de films proposés par Amazon. La chaîne n est plus disponible depuis le 30 janvier 2019 sur les consoles Wii.
Toutes les chaînes (outre la Chaîne Disque et les chaînes présentes à l'achat) prennent un certain espace dans la mémoire de la console, pouvant atteindre plus d'une centaine de blocs (unité de mémoire de la Wii). Elles peuvent être sauvegardées sur carte SD via les Paramètres Wii. Les chaînes téléchargées à partir de la Chaîne boutique Wii (c'est-à-dire les jeux WiiWare, Console Virtuelle et logiciels Wii) peuvent ensuite être téléchargées à volonté même si elles ont été effacées (sauf si le compte de la chaîne boutique Wii du joueur a été supprimé).

## Kits de développement

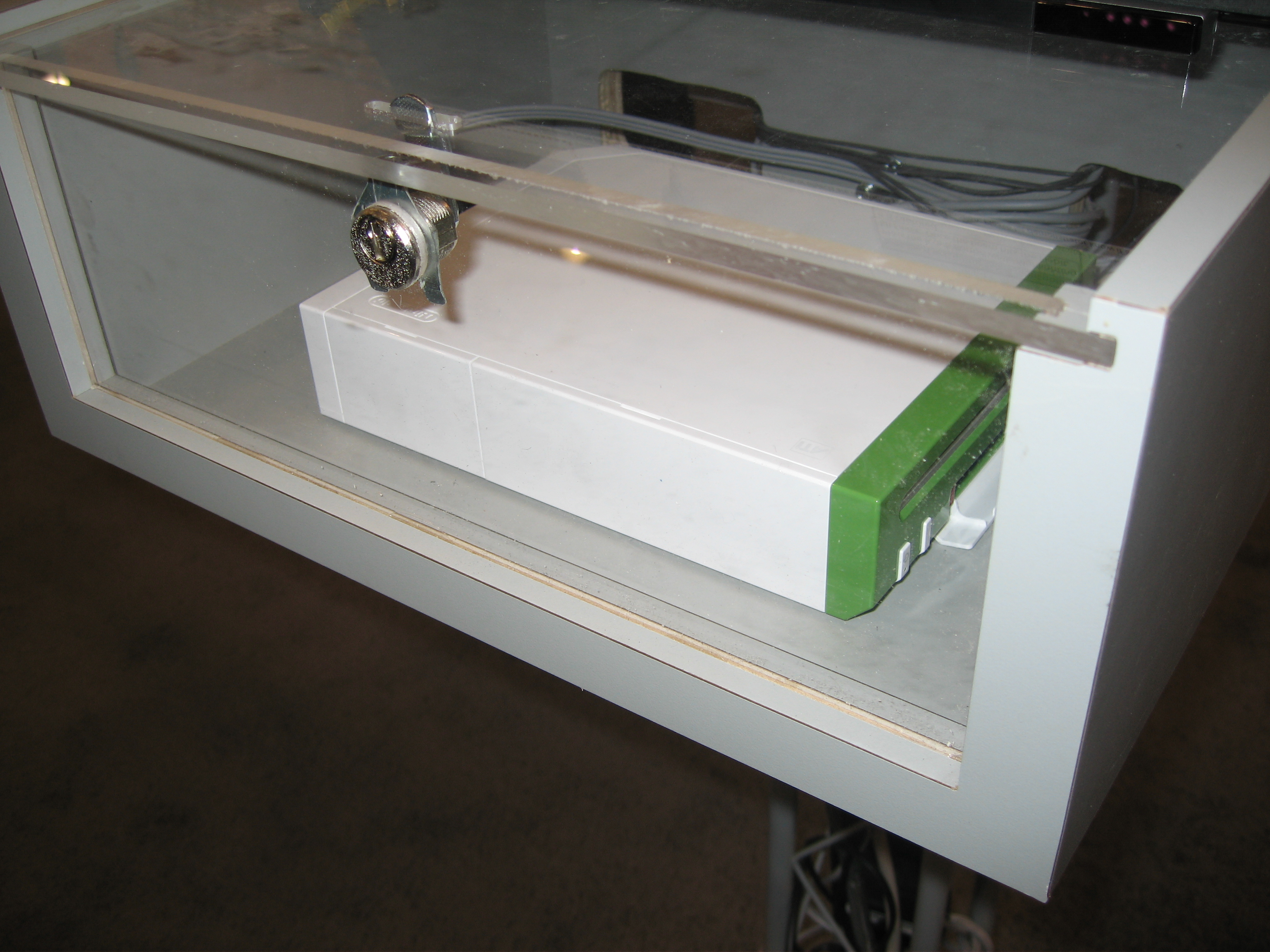
Quatrième version du kit de développement de la Wii.

Mi-février 2006, Reginald Fils-Aimé déclare que plus de mille kits de développement ont été distribués aux éditeurs tiers.
D'après le site internet IGN, il en existerait quatre versions : la première serait une GameCube accompagnée d'une télécommande Wii, la seconde serait une GameCube techniquement améliorée accompagnée d'une télécommande Wii, la troisième disposerait quant à elles de performances techniques supérieures à celles de la GameCube. Enfin, la quatrième version serait celle qui aurait les performances techniques les plus élevées et donc les plus proches de la console.
Les kits de développement Wii sont, semble-t-il, vendus entre 1 700 et 2 000 USD aux développeurs.

## Fonctions multimédia

### Sport et santé
Il est pensé qu'utiliser la Wii demande davantage d'énergie physique que pour les autres consoles. Certains utilisateurs de la Wii ont ressenti une forme d'épicondylite nommée « Wiitis » et la British Chiropratic Association a publié un guide d'échauffement pour éviter des blessures lié à une utilisation de la télécommande Wii. Une étude publiée dans le British Medical Journal déclare que les utilisateurs de Wii Sports consomment plus d'énergie en jouant à ce jeu que lorsqu'ils jouent de manière sédentaire aux autres jeux électroniques. Il est cependant précisé que si cette consommation d'énergie supplémentaire peut être bénéfique dans la gestion de son poids, elle n'est pas suffisante pour remplacer l'exercice physique régulier,. Le jeu nommé Wii Fit utilise d'ailleurs un périphérique nommé Wii Balance Board qui permet de calculer son indice de masse corporelle en entrant sa taille puis de réaliser des exercices physiques dans le but de l'améliorer.
Une étude de cas publiée dans le journal de l'association américaine de physiothérapie se concentre sur l'usage de la Wii dans la rééducation d'un adolescent atteint d'infirmité motrice cérébrale. Elle est considérée comme la première étude montrant les bénéfices de la physiothérapie résultant de l'utilisation d'une console de jeu. Les chercheurs disent que la console complète les techniques traditionnelles. En mai 2010, l'American Heart Association (AHA) soutient la Wii pour encourager les personnes sédentaires à se préoccuper de leur forme physique. Le logo de l'AHA accompagne la console ainsi que deux de ses jeux les plus actifs, Wii Fit Plus et Wii Sports Resort,.

### Rétrocompatibilité et connexion DS

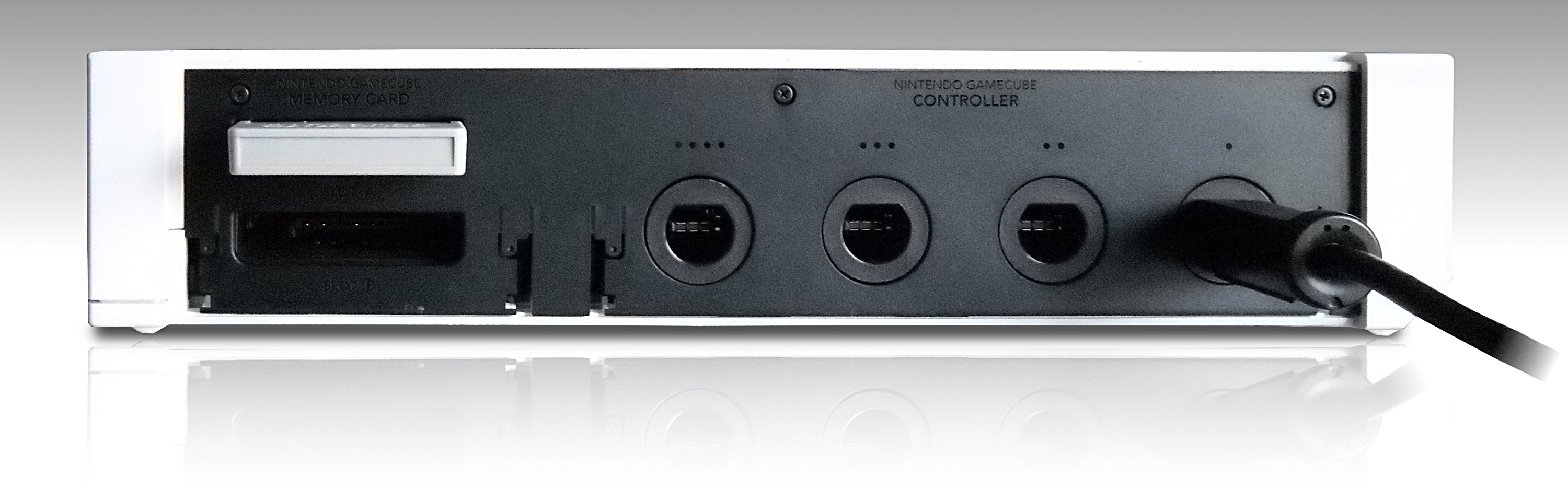
Les ports pour manettes et cartes de sauvegarde GameCube.

La Wii est rétrocompatible avec tous les jeux et accessoires (excepté les modems et le GameBoy Player) de la GameCube. La Wii dispose de quatre ports manettes et de deux ports cartes mémoires GameCube situés sur le dessus de la console et recouverts par des clapets.
De nombreux jeux Wii, comme Mario Kart Wii ou Super Smash Bros. Brawl sont compatibles avec la manette GameCube.
Le jeu Fire Emblem: Radiant Dawn permet de récupérer des données de l'épisode précédent, Fire Emblem: Path of Radiance, si une carte mémoire GameCube avec un fichier de sauvegarde de ce dernier jeu est insérée dans la console.
Le modèle RVL-101 commercialisé dans certains packs à partir de novembre 2011 ne propose plus la rétrocompatibilité GameCube, que ce soit les jeux, les manettes, les cartes mémoires ou les divers accessoires. 
La Wii Mini commercialisée en décembre 2012 est elle aussi dénuée de rétrocompatibilité GameCube.
La Wii peut être connectée à la DS et à la 3DS à la manière de la GameCube et de la Game Boy Advance mais sans accessoire supplémentaire, les consoles se connectant sans fil. Les premiers jeux à bénéficier de cette option sont Pokémon Battle Revolution et Animal Crossing: Let's Go to the City.
Par la suite, la Chaîne Nintendo de la Wii permet aux utilisateurs de DS de télécharger des démos de jeux DS. Certaines restent temporaires, par exemple au moment de la sortie d'un titre DS, ou d'autres sont permanentes (exemple : démo d'un circuit de Mario Kart DS).
La connexion vers la DS est aussi disponible sur la chaîne Mii avec des appuis de touches.

### Lecture de DVD
Lorsque la Wii est présentée pour la première fois en mai 2005, Satoru Iwata, le président de Nintendo, annonce que la console lira les DVD.[réf. nécessaire] Finalement, le lecteur de disques de la Wii ne peut lire ni les DVD Vidéo ni les DVD-Audio. En 2006, une annonce prévoit la sortie d'une nouvelle version de la Wii capable de lire les DVD Vidéo pour 2007. Cependant, Nintendo retarde cette sortie afin de se concentrer sur la production de la console originale et répondre ainsi à la demande. L'annonce initiale de Nintendo déclare que la capacité de lire des DVD sur la Wii « exige plus qu'une mise à jour du micrologiciel » pour la mettre en œuvre et que cette fonctionnalité ne pourrait pas être obtenue à partir d'une mise à jour du modèle de Wii existant. Il est également exclu, selon la firme, de se lancer dans une multiplication des modèles.

### Lecture de fichiers multimédias
Il est possible de visionner des fichiers DivX, MP3 ou JPEG présents sur un PC grâce au logiciel Orb dont une version spéciale Wii est disponible, à condition d'avoir installé Opera. La qualité de la vidéo dépend de la connexion internet. Peu avant le mois de décembre 2007, Nintendo annonce qu'une mise à jour rendrait la Wii compatible avec les sons au format AAC, et que les sons au format MP3 ne seraient plus supportés. Dès le mois de décembre 2007, toutes les consoles Wii vendues ont cette mise à jour intégrée. Seules les Wii obtenues avant cette date peuvent revenir à l'ancienne version et devenir à nouveau compatibles avec les sons MP3,.

## Failles et piratage
Des puces pour la Wii ont été créées très rapidement. Elles permettent de lancer des homebrews et des backups de jeux Wii et GameCube ainsi que la lecture de DVD et de DivX et le support partiel de jeux Wii et GameCube importés. Nintendo, dans ses tentatives pour empêcher l'installation des puces, a sorti différentes versions de ses chipsets. Depuis décembre 2008, l'ajout d'une couche d'époxy par-dessus le chipset a rendu difficile la pose des puces, provoquant l'apparition de puces se posant non pas sur le chipset, mais s'intercalant entre la carte mère et le lecteur DVD en se branchant simplement sur la nappe reliant les deux.
La découverte d'une faille dans le jeu The Legend of Zelda: Twilight Princess a permis le lancement d'homebrews via une carte SD. Cette faille a été corrigée dans la version 4.0 du menu wii, mais la faille du bannerbomb a permis aux utilisateurs des versions 4.0, 4.1 et 4.2 de lancer des homebrews via la Homebrew Channel. Cependant, cette faille a été à nouveau comblée dans la version 4.3 du menu Wii. De nouvelles failles comme celle de Super Smash Bros. Brawl ou Lego Indiana Jones : La Trilogie originale ou plus récemment LetterBomb ont permis à nouveau le lancement de homebrews[réf. souhaitée]. Ces failles permettent de plus d'installer une petite version de Linux basé sur le GC-Linux. Un ISO Loader autorisant le lancement des backups sans puces et un USB loader permettant de lancer ses dumps de jeux depuis un DVD-R, ou directement depuis un disque dur, ont également été développés.

## Accueil
Lors de l'E3 2006, le stand se faisant le plus remarquer est celui de Nintendo qui ne désemplit pas de joueurs ou de journalistes avides et curieux de tester la nouvelle façon de jouer proposée par la Wii. La Wii est, au cours de ce salon, la plus remarquée des consoles, éclipsant quelque peu ses concurrentes directes : la PlayStation 3 et la Xbox 360. À cette occasion, elle gagne le prix de la meilleure console du salon et du meilleur matériel au Game Critics Awards. Dans son numéro de décembre 2006, la revue Popular Science la désigne comme lauréate de la catégorie multimédia de loisir, Spike TV  lui accorde également un prix pour sa percée technologique, GameSpot l'élit meilleur matériel informatique de l'année dans son comparatif de 2006, le magazine PC World la choisit parmi l'un des 20 produits les plus innovants de l'année et elle reçoit le prix de l'innovation de l'année 2007 lors des Golden Joystick Awards. Dans la catégorie innovations techniques et industrielles, l'Académie nationale des arts et des sciences de la télévision décerne à Nintendo un Emmy Award pour l'innovation de sa console. Enfin, en 2009, IGN désigne la Wii 10e meilleure console de tous les temps, sur un total de 25.
Quelques mois après l'E3 2006, Paris, les lancements de la Wii et de la PS3 contrastent fortement. La Wii connaît une très bonne réception de la part d'un public enthousiaste et excité quant à ses possibilités, loin de l'ambiance glaciale qui règne lors de la manifestation pour le lancement de la PlayStation 3 qui se déroule dans la quasi-indifférence générale. Par la suite, les difficultés d'approvisionnement après les fêtes de fin d'année 2006 et durant tout le début de l'année 2007 ont témoigné du fort engouement produit par la Wii.
Le succès mondial de la Wii prend les développeurs indépendants à Nintendo par surprise, les poussant à présenter des excuses pour la qualité des premiers jeux vidéo qu'ils ont sortis sur cette console. Dans une interview avec le magazine allemand Der Spiegel, Yves Guillemot et Alain Corre d'Ubisoft admettent qu'ils ont fait une erreur en sortant précipitamment leurs premiers titres et promettent de prendre les futurs projets plus au sérieux. Take-Two Interactive, qui a sorti quelques jeux pour la GameCube, change son attitude face à Nintendo en plaçant une plus grande priorité sur la Wii.
En même temps, des critiques de la télécommande Wii et des propriétés de la console font surface. Jeff Gerstmann, ancien rédacteur chez GameSpot et fondateur du site Giantbomb.com déclare que les haut-parleurs de la télécommande Wii émettent un son de mauvaise qualité, tout comme le président de Factor 5, Julian Eggebrecht, qui critique lui aussi la qualité du son, qu'il trouve inférieure à celle des autres consoles de cette génération. L'entreprise anglaise de développement de jeux vidéo Free Radical Design regrette que la Wii manque de puissance pour faire fonctionner des jeux prévus habituellement pour sortir sur les autres consoles de septième génération. La connexion en ligne de la Wii est aussi victime de critiques, comme Matt Casamassina d'IGN qui la compare au service « entièrement contre-intuitif » fourni avec la Nintendo DS.
Un cadre de Frontline Studios indique que la majorité des éditeurs de jeux indépendants à Nintendo hésitent à sortir des titres exclusivement pour la Wii car les compagnies tierces ne sont pas fortement appréciées par les consommateurs. Sur son blog, Jeremy Parish de 1UP.com déclare que Nintendo est sa plus grande déception de l'année 2007. Commentant sur la mauvaise qualité du soutien des entreprises tierces, il déclare que « le paysage de la Wii est austère. Pire qu'il l'était sur la Nintendo 64. Pire que sur la GameCube… »,.

### Citations en anglais
1. ↑  « The consensus was that power isn't everything for a console. Too many powerful consoles can't coexist. It's like having only ferocious dinosaurs. They might fight and hasten their own extinction. »
2. ↑  « [W]e had some troubleshooting to do. So we decided not to reveal the controller and instead we displayed just the console. »
3. ↑  « We had the DS on our minds as we worked on the Wii. We thought about copying the DS's touch-panel interface and even came up with a prototype. »
4. ↑  « […] if the DS had flopped, we might have taken the Wii back to the drawing board. »
5. ↑  « Wii sounds like 'we', which emphasizes that the console is for everyone. Wii can easily be remembered by people around the world, no matter what language they speak. No confusion. No need to abbreviate. Just Wii. »
6. ↑  « a long list of puerile jokes, based on the name »
7. ↑  « Revolution as a name is not ideal; it's long, and in some cultures, it's hard to pronounce. So we wanted something that was short, to the point, easy to pronounce, and distinctive. That's how 'Wii,' as a console name, was created. »
8. ↑  « selling out almost as quickly as it hits retail shelves »
9. ↑  « a bright spot in an otherwise dismal Japanese tech sector »
10. ↑  « confident the Wii home entertainment console has a very long life in front of it »
11. ↑  « out of ideas with the current hardware and cannot give users any more meaningful surprises with the technology we have »
12. ↑  « of course studying and developing the next console to Wii »
13. ↑  « really important for our business to positively surprise people »
14. ↑  « requires more than a firmware upgrade »
15. ↑  « the Wii landscape is bleak. Worse than it was on N64. Worse than on GameCube… »